# Tupolev Tu-91
Il Tupolev Tu-91 (nome in codice NATO: Boot) era un aereo imbarcato, progettato per la marina sovietica nei primi anni cinquanta. Rimase allo stato di prototipo, per via della decisione della marina sovietica di non costruire portaerei.

## Storia del progetto
La decisione di sviluppare un aereo imbarcato maturò nell'ambito dei piani di ampliamento della marina sovietica, alla fine degli anni quaranta. Infatti, i piani di espansione prevedevano la costruzione di una piccola flotta di portaerei. Tali unità, conosciute in Unione Sovietica con il nome di Progetto 72, avrebbero dovuto avere un dislocamento di 23.700 tonnellate. Per questa ragione, si incaricò la Tupolev di sviluppare un aereo che fosse in grado di operare dalle nuove unità. L'OKB Tupolev iniziò a lavorare al nuovo aereo nei primi anni cinquanta. Il velivolo ricevette la denominazione interna di progetto 509 (nono progetto del 1950).

Tuttavia i vertici militari sovietici si resero ben presto conto della futilità di un approccio "competitivo" alla potenza navale angloamericana preferendo concentrarsi sui sottomarini, bombardieri strategici basati sulle coste e navi lanciamissili per equalizzare lo svantaggio nelle grandi unità di superficie (anche perché in caso di conflitto all'Urss sarebbe bastato interdire il traffico navale Nato, senza bisogno di conquistare le "sea lanes").

Il requisito per un aereo da attacco imbarcato fu dunque cancellato. Tuttavia, a causa delle estreme insistenze dei vertici per un aereo per contrastare le navi da guerra nemiche, il 1º giugno 1953 venne chiesto alla Tupolev di lavorare ad un aereo per l'attacco antinave con base a terra. Il progetto ricevette quindi alcune lievi modifiche.

Il Tupolev Tu-91 fu completato nell'aprile 1954, e volò per la prima volta il 17 maggio 1955. L'aereo era noto anche con il nome di Chiz-Pin-Bog-15Sh (dal nome dei progettisti, Chizhevski, Pinegin, Bogdanov, e Shumov), oppure con il nomignolo di Bychok (un pesce). Superati tutti i test, sia di fabbrica, sia da parte delle forze armate, l'aereo fu autorizzato per la produzione in serie. Mancava solo l'approvazione politica, ma questa non venne mai: durante una visita ufficiale nell'estate dello stesso anno, Nikita Chruščëv ridicolizzò l'aereo, e questo in pratica affossò definitivamente il progetto.

## Tecnica
Il Tupolev Tu-91 era un monoplano ad ala bassa, con un singolo motore piuttosto potente. Questo era fornito di due eliche controrotanti a tre pale. Le modifiche necessarie per trasformarlo in un aereo con base a terra furono piuttosto limitate: in dettaglio, si trattò di modificare le ali e rimuovere il gancio d'arresto.

Le prove condotte rivelarono che l'aereo era in grado di decollare da piste corte, e poteva volare sia di giorno, sia di notte, anche con cattivo tempo.
Per quanto riguarda l'armamento di caduta, erano possibili varie combinazioni:
- 1 FAB-1500 da 1.500 kg;
- 3 FAB-500 da 500 kg;
- 12 FAB-100 da 100 kg;
- bombe antisommergibile da 100 e 500 kg;
- 1 siluro:
- combinazioni varie di bombe, mine e razzi.